# Grâce d'Almeida
 (mars 2025).
Si vous disposez d'ouvrages ou d'articles de référence ou si vous connaissez des sites web de qualité traitant du thème abordé ici, merci de compléter l'article en donnant les références utiles à sa vérifiabilité et en les liant à la section « Notes et références ».
En pratique : Quelles sources sont attendues ? Comment ajouter mes sources ?
Grâce d'Almeida Adamon, née le 21 mars 1951 à Dakar et morte le 12 mai 2005 dans le 15e arrondissement de Paris, est une avocate béninoise, féministe et militante des droits de l'homme.

## Biographie

### Enfance et éducation
Grâce Antonia Benoite d'Almeida Adamon est née le 21 mars 1951 à Dakar au Sénégal. Elle a fréquenté l'école primaire chez les sœurs de Porto-Novo, puis s'est déplacée sur le Dahomey (aujourd'hui Bénin), avec sa famille, où elle a étudié à l'école secondaire. Elle s'inscrit au collège de Notre-Dame des Apôtres de Cotonou et, en 1972, a obtenu le baccalauréat, série A, à Guebwiller en France. Elle a obtenu sa maîtrise à l'université Panthéon-Assas à Paris. Elle a étudié le droit à l'université Panthéon-Sorbonne, spécialisé dans le droit maritime ainsi que dans les droits civils, commerciaux et les droits des travailleurs. Après avoir reçu son DEA, elle est retournée à Panthéon-Assas, où elle a obtenu son diplôme de droit CAPA.

### Carrière
Grâce d'Almeida a commencé à pratiquer comme avocate à Paris en 1977. Elle est retournée à Cotonou l'année suivante. Elle a été professeur de droit à l'université nationale du Bénin et a été remarquée pour sa défense des droits des femmes.
En 1990, Grâce d'Almeida est élue parmi les treize représentants légaux pour établir une nouvelle Constitution béninoise démocratique dans le cadre de la Conférence nationale. Elle en est la seule femme membre. Cette même année, elle a également fondé l'Association des femmes  juristes du Bénin (AFJB). L'organisation des droits de l'homme favorise l'accès des femmes aux services juridiques et défend les droits des enfants et des femmes. Elle a également cofondé l'Institut africain des droits de l'Homme et de la promotion de la démocratie. Elle a travaillé pour des programmes des Nations unies (ONU) ainsi que pour des organisations non-gouvernementales. Elle a joué un rôle dans le programme de l'ONU, qui a concouru du Centre démocratique pour la gouvernance nationale au Burkina Faso dans les années 1990. Elle a participé à la Commission internationale indépendante sur le Kosovo.
Grace d'Almeida est cofondatrice et présidente de l'Association des femmes juristes du Bénin. Sous son initiative, l'organisation a rédigé le livret de 114 pages Guide juridique de la femme béninoise. Le guide en français pour les droits juridiques des femmes est traduit en Fon et Batonou. Elle a raconté que, « en prenant l'initiative pour la fabrication du guide de la magistrature à la disposition des femmes, l'objectif de l'Association des Femmes juristes était de fournir aux femmes du Bénin un peu de base juridique des procédures fondées sur les textes juridiques qui régissent le pays pour les aider à améliorer leurs conditions de vie par des moyens légaux ». D'Almeida Adamon participe à la quatrième conférence mondiale sur les femmes en 1995.
Du 22 novembre 1995 au 9 avril 1996, elle a été garde des Sceaux et ministre de la Justice pour le gouvernement du Bénin. Elle est la première femme à occuper ce poste. Ses efforts ont contribué à l'ouverture de la femme dans le droit et le développement en Afrique, du Bénin section en juin 1999. Elle a été la conseillère technique en chef du programme des Nations unies pour le développement et la tête du projet de Justice en Haïti à l'ONU, de 2000 à 2003. Elle a siégé dans plusieurs comités international des droits de l'homme au cours de sa vie. Elle a été membre de l'International Planned Parenthood Federation, et a aidé dans l'exécution de l'Institut pour la Ligue des Droits de l'Homme au Bénin. Elle a été consultante internationale dans les domaines de la démocratie, de l'assistance électorale, des droits de l'homme, la bonne gouvernance, et de la justice, des droits de l'homme, la démocratie, la bonne gouvernance et l'assistance électorale. Depuis octobre 2004, elle était vice-présidente du Réseau des femmes ministres et parlementaires du Bénin.

### Statut matrimonial et décès
En 2005, elle est l'une des deux seules Béninoises (avec Grace Dotou-Aboh) à être nommées dans un groupe de 1 000 femmes du monde entier pour le prix Nobel de la paix.
Grâce d'Almeida est morte le 12 mai 2005 à Paris. Divorcée, elle était mère de trois enfants.